# توسل (إسلام)
التوسل هو طلب الوساطة والدعاء بكل ما يعتقد بعلو شأنه عند الله لقضاء حاجة ما. وأيضا يعني التقرب إلى الله تعالى بشيء يحبه ويريده، بل قد يكون هو الذي أمر به عباده أن يطلبوا منه الأشياء من خلال طريق معينة، ويعتقد بهذا المعنى أغلب المسلمين. ويعتقد أغلب المسلمين بالتوسل ويرون مشروعيته.

## التوسل فيالقرآن
- ﴿يَا أَيُّهَا الَّذِينَ آمَنُوا اتَّقُوا اللَّهَ وَابْتَغُوا إِلَيْهِ الْوَسِيلَةَ وَجَاهِدُوا فِي سَبِيلِهِ لَعَلَّكُمْ تُفْلِحُونَ ۝٣٥﴾ (سورة المائدة: 35).
- ﴿وَمَا أَرْسَلْنَا مِنْ رَسُولٍ إِلَّا لِيُطَاعَ بِإِذْنِ اللَّهِ وَلَوْ أَنَّهُمْ إِذْ ظَلَمُوا أَنْفُسَهُمْ جَاءُوكَ فَاسْتَغْفَرُوا اللَّهَ وَاسْتَغْفَرَ لَهُمُ الرَّسُولُ لَوَجَدُوا اللَّهَ تَوَّابًا رَحِيمًا ۝٦٤﴾ (سورة النساء: 64).
- ﴿أُولَئِكَ الَّذِينَ يَدْعُونَ يَبْتَغُونَ إِلَى رَبِّهِمُ الْوَسِيلَةَ أَيُّهُمْ أَقْرَبُ وَيَرْجُونَ رَحْمَتَهُ وَيَخَافُونَ عَذَابَهُ إِنَّ عَذَابَ رَبِّكَ كَانَ مَحْذُورًا ۝٥٧﴾ (سورة الإسراء: 57).
- ﴿قَالُوا يَا أَبَانَا اسْتَغْفِرْ لَنَا ذُنُوبَنَا إِنَّا كُنَّا خَاطِئِينَ ۝٩٧ قَالَ سَوْفَ أَسْتَغْفِرُ لَكُمْ رَبِّي إِنَّهُ هُوَ الْغَفُورُ الرَّحِيمُ ۝٩٨﴾ (سورة يوسف: 97-98).
- ﴿وَمِنَ الْأَعْرَابِ مَنْ يُؤْمِنُ بِاللَّهِ وَالْيَوْمِ الْآخِرِ وَيَتَّخِذُ مَا يُنْفِقُ قُرُبَاتٍ عِنْدَ اللَّهِ وَصَلَوَاتِ الرَّسُولِ أَلَا إِنَّهَا قُرْبَةٌ لَهُمْ سَيُدْخِلُهُمُ اللَّهُ فِي رَحْمَتِهِ إِنَّ اللَّهَ غَفُورٌ رَحِيمٌ ۝٩٩﴾ (سورة التوبة: 99).
- ﴿خُذْ مِنْ أَمْوَالِهِمْ صَدَقَةً تُطَهِّرُهُمْ وَتُزَكِّيهِمْ بِهَا وَصَلِّ عَلَيْهِمْ إِنَّ صَلَاتَكَ سَكَنٌ لَهُمْ وَاللَّهُ سَمِيعٌ عَلِيمٌ ۝١٠٣﴾ (سورة التوبة: 103).
- ﴿وَدَخَلَ الْمَدِينَةَ عَلَى حِينِ غَفْلَةٍ مِنْ أَهْلِهَا فَوَجَدَ فِيهَا رَجُلَيْنِ يَقْتَتِلَانِ هَذَا مِنْ شِيعَتِهِ وَهَذَا مِنْ عَدُوِّهِ فَاسْتَغَاثَهُ الَّذِي مِنْ شِيعَتِهِ عَلَى الَّذِي مِنْ عَدُوِّهِ فَوَكَزَهُ مُوسَى فَقَضَى عَلَيْهِ قَالَ هَذَا مِنْ عَمَلِ الشَّيْطَانِ إِنَّهُ عَدُوٌّ مُضِلٌّ مُبِينٌ ۝١٥﴾ (سورة القصص: 15).

## التوسل في أحاديثأهل السنة
- حديث استسقاء عمر بن الخطاب في عام الرمادة بالعباس بن عبد المطلب: روى البخاري في صحيحه: «عن أنس بن مالك أن عمر بن الخطاب رضي الله عنه كان إذا قحطوا استسقى بالعباس بن عبد المطلب فقال: اللهم إنا كنا نتوسل إليك بنبينا فتسقينا وإنا نتوسل إليك بعم نبينا فاسقنا. قال: فيسقون.»[1]
- قال ابن حبان في كتابة الثقات «..ما حلت بي شدة في وقت مقامي بطوس فزرت قبر علي بن موسى الرضا صلوات الله على جده وعليه ودعوت الله إزالتها عنى إلا أستجيب لي وزالت عنى تلك الشدة وهذا شئ جربته مراراً فوجدته كذلك أماتنا الله على محبة المصطفى وأهل بيته صلى الله عليه وسلم الله عليه وعليهم أجمعين..»[2][3][4][5]
- قال الإمام جلال الدين السيوطي في الدر المنثور في التفسير بالمأثور عند تفسير قوله تعالى: {فتلقى آدم من ربه كلمات فتاب عليه}: «أخرج الطبراني في المعجم الصغير والحاكم وأبو نعيم والبيهقي كلاهما في الدلائل وابن عساكر عن عمر بن الخطاب قال قال رسول الله صلى الله عليه وسلم: " لما أذنب آدم الذنب الذي أذنبه، رفع رأسه إلى السماء فقال: أسألك بحق محمد إلا غفرت لي؟ فأوحى الله إليه: ومن محمد؟ فقال: تبارك اسمك. لما خلقتني رفعت رأسي إلى عرشك فإذا فيه مكتوب "لا إله إلا الله محمد رسول الله" فعلمت أنه ليس أحد أعظم عندك قدراً ممن جعلت اسمه مع اسمك. فأوحى الله إليه: يا آدم انه آخر النبيين من ذريتك، ولولا هو ما خلقتك".»[6]
- حديث فاطمة بنت أسد: «عن أنس بن مالك، قال: لما ماتت فاطمة بنت أسد بن هاشم أم علي، دخل عليها رسول الله صلى الله عليه وسلم، فجلس عند رأسها، فقال: "رحمك الله يا أمي، كنت أمي بعد أمي، تجوعين وتشبعيني، وتعرين وتكسونني، وتمنعين نفسك طيب الطعام وتطعميني، تريدين بذلك وجه الله والدار الاخرة"، ثم أمر أن تغسل ثلاثا وثلاثا، فلما بلغ الماء الذي فيه الكافور، سكبه عليها رسول الله صلى الله عليه وسلم بيده، ثم خلع رسول الله صلى الله عليه وسلم قميصه فألبسها إياه، وكفنت فوقه، ثم دعا رسول الله صلى الله عليه وسلم أسامة بن زيد، وأبا أيوب الأنصاري، وعمر بن الخطاب، وغلاما أسود يحفروا، فحفروا قبرها، فلما بلغوا اللحد حفره رسول الله صلى الله عليه وسلم بيده، وأخرج ترابه بيده، فلما فرغ، دخل رسول الله صلى الله عليه وسلم، فاضطجع فيه، وقال: "الله الذي يحيي ويميت وهو حي لا يموت، اغفر لأمي فاطمة بنت أسد، ولقنها حجتها، ووسع عليها مدخلها، بحق نبيك والأنبياء الذين من قبلي، فإنك أرحم الراحمين"، ثم كبر عليها أربعا، ثم أدخلوها القبر، هو والعباس، وأبو بكر الصديق رضي الله عنهم.»[7]
- حديث الأعمى: «عن عثمان بن حنيف أن رجلاً ضرير البصر أتى النبي صلى الله عليه وسلم فقال: ادع الله أن يعافيني قال: إن شئت دعوت وإن شئت صبرت فهو خير لك قال: فادعه قال فأمره أن يتوضأ فيحسن وضوءه ويدعو بهذا الدعاء: (اللهم إني أسألك وأتوجه إليك بنبيك محمد نبي الرحمة إني توجهت بك إلى ربي في حاجتي هذه لتقضى لي اللهم فشفعه في).» فعاد وقد أبصر - وفي رواية - قال ابن حنيف: فوالله ما تفرقنا وطال بنا الحديث حتى دخل علينا كأن لم يكن به ضر. رواه الإمام أحمد والطبراني والحاكم والترمذي وابن ماجة وابن خزيمة. قال أبو إسحاق السبيعي هذا حديث صحيح.[8] وقال الإمام الترمذي هذا حديث حسن صحيح غريب لا نعرفه إلا من هذا الوجه من حديث أبي جعفر وهو الخطمي وعثمان بن حنيف هو أخو سهل بن حنيف.[9] وقال الحاكم النيسابوري في المستدرك: هذا حديث صحيح الإسناد، ولم يخرجاه.[10] أي لم يخرجه البخاري ومسلم في صحيحيهما.
- حديث عام الفتق: روى الدارمي في مسنده المعروف بسنن الدارمي عن أبي الجوزاء قال: قحط أهل المدينة قحطاً شديداً فشكوا إلى عائشة رضي الله عنها: فقال انظروا إلى قبر رسول الله - صلى الله عليه وسلم - فاجعلوا منه كوة إلى السماء حتى لا يكون بينه وبين السماء سقف ففعلوا فمطروا حتى نبت العشب وسمنت الإبل حتى تفتقت من الشحم فسمي عام الفتق.[11]
- حديث اللهم إني اسألك بحق السائلين عليك: «عن أبي سعيد الخدري قال: قال رسول الله - صلى الله عليه وسلم -: "ما خرج رجل من بيته إلى الصلاة فقال: (اللهم إني أسألك بحق السائلين وبحق ممشاي هذا فإني لم أخرج أشراً ولا بطراً ولا رياء ولا سمعة خرجت اتقاء سخطك وابتغاء مرضاتك أسألك أن تنقذني من النار وأن تغفر لي ذنوبي إنه لا يغفر الذنوب إلا أنت إلا وكل الله به سبعين ألف ملك يستغفرون له وأقبل عز وجل عليه بوجهه حتى يفرغ من صلاته)".» رواه الإمام أحمد، وابن أبي شيبة، وابن ماجة، وابن السني في كتاب عمل اليوم والليلة.[12] وهذا حديث حسن حسَّنه: أمير المؤمنين في الحديث شيخ الإسلام ابن حجر العسقلاني في كتاب نتائج الأفكار. والحافظ زين الدين العراقي في المغني عن حمل الأسفار. والحافظ شرف الدين الدمياطي في المتجر الرابح في ثواب العمل الصالح. والحافظ أبو الحسن المقدسي كما في الترغيب والترهيب. والحافظ جلال الدين السيوطي في تحفة الأبرار بنكت الأذكار.[13]
- قصة الإمام مالك مع أبي جعفر المنصور: وفيها أنه سأل مالكاً فقال: يا أيا عبد الله أأستقبل القبلة وأدعو أم استقبل رسول الله - صلى الله عليه وسلم - فقال: ولم تصرف وجهك عنه وهو وسيلتك ووسيلة أبيك آدم عليه السلام إلى يوم القيامة، بل استقبله واستشفع به.[14]
- حديث استسقاء بلال بن الحارث بعد وفاة الرسول: روى البيهقي وابن أبي شيبة: أن الناس أصابهم قحط في خلافة عمر - رضي الله عنه - فجاء بلال بن الحارث - رضي الله عنه - وكان من أصحاب النبي - صلى الله عليه وسلم - إلى قبر النبي - صلى الله عليه وسلم - وقال يا رسول الله: استسق لأمتك فإنهم هلكوا فأتاه رسول الله - صلى الله عليه وسلم - في المنام وأخبره أنهم سيسقون.[15]
- حديث العتق: روى في الجوهر المنظم أن أعرابياً وقف على القبر الشريف وقال: «اللهم إن هذا حبيبك وأنا عبدك والشيطان عدوك، فإن غفرت لي سرّ حبيبك وفاز عبدك وغضب عدوك، وإن لم تغفر لي غضب حبيبك ورضي عدوك وهلك عبدك، وأنت أكرم من أن تغضب حبيبك وترضي عدوك وتهلك عبدك، اللهم إن العرب الكرام إذا مات فيهم سيد أعتقوا على قبره، وإن هذا سيد العالمين فأعتقني على قبره، قال الصمعي فقلت: يا أخا العرب إن الله قد غفر لك وأعتقك بحسن هذا السؤال.»[16]
- حديث السؤال بمحمد والأنبياء: يروى عن عبد الملك بن هارون بن عنترة عن أبيه عن جده أن أبا بكر الصديق أتى النبي - صلى الله عليه وسلم - فقال: إني أتعلم القرآن ويتفلت مني فقال له رسول الله - صلى الله عليه وسلم -: قل «اللهم إني أسألك بمحمد نبيك وإبراهيم خليلك وبموسى نبيك وعيسى روحك وكلمتك وبتوراة موسى وإنجيل عيسى وزبور داود وفرقان محمد بكل وحي أوحيته وقضاء قضيته.»[17]
- حديث دعاء حفظ القرآن: ذكره موسى بن عبد الرحمن الصنعاني صاحب التفسير بإسناده عن ابن عباس مرفوعاً أنه قال: «من سَرَّه، أن يوعيه الله عز وجل حفظ القرآن، وحفظ أصناف العلم، فليكتب هذا الدعاء في إناء نظيف، أو في صحفة قوارير بعسل، وزعفران، وماء مطر، ويشربه على الريق، وليصم ثلاثة أيام، وليكن إفطاره عليه، فإنه يحفظها إن شاء الله عز وجل، ويدعو به في أدبار صلواته المكتوبة: "اللهم إني أسألك بأنك مسئول ، لم يسأل مثلك، ولا يسأل، أسألك بحق محمد رسولك ونبيك، وإبراهيم خليلك وصفيك، وموسى كليمك ونجيك، وعيسى كلمتك وروحك...» وذكر تمام الدعاء.[18]
- حديث استفتاح اليهود على المشركين بمحمد - صلى الله عليه وسلم -. يروي عن عبد الملك بن هارون بن عنترة عن أبيه عن سعيد بن جبير عن ابن عباس قال: كانت يهود خيبر تقاتل غطفان فكلما التقوا هزمت يهود فعاذت بهذا الدعاء: اللهم إنا نسألك بحق محمد النبي الأمي الذي وعدتنا أن تخرجه لنا آخر الزمان إلا نصرتنا عليهم فكانوا إذا دعوا بهذا الدعاء هزموا غطفان فلما بعث النبي - صلى الله عليه وسلم - كفروا به فأنزل الله تعالى: (وكانوا من قبل يستفتحون على الذين كفروا...).[19]
- روى الإمام أحمد والترمذي «عن أنس بن مالك عن أبيه قال سألت النبي صلى الله عليه وسلم أن يشفع لي يوم القيامة فقال أنا فاعل قال قلت يا رسول الله فأين أطلبك قال اطلبني أول ما تطلبني على الصراط قال قلت فإن لم ألقك على الصراط قال فاطلبني عند الميزان قلت فإن لم ألقك عند الميزان قال فاطلبني عند الحوض فإني لا أخطئ هذه الثلاث المواطن.» قال الترمذي هذا حديث حسن غريب لا نعرفه إلا من هذا الوجه.[20]
- روى ابن السني في كتاب عمل اليوم والليلة، والضياء المقدسي في الأحاديث المختارة، والنووي في الأذكار المنتخب من كلام سيد الأبرار أن النبي - صلى الله عليه وسلم - أمر أن يقول العبد بعد ركعتي الفجر ثلاثاً: «اللهم رب جبريل، وإسرافيل، وميكائيل، ومحمد النبي صلى الله عليه وسلم، أعوذ بك من النار.»[21]
- روى البخاري والطبراني «قال رسول الله صلى الله عليه وسلم: "ما يزال الرجل يسأل الناس حتى يأتي يوم القيامة وليس في وجهه مزعة لحم". وقال: "إن الشمس يوم القيامة تدنو حتى يبلغ العرق نصف الأذن، فبينا هم كذلك استغاثوا بآدم، فيقول: لست بصاحب ذلك، ثم موسى، فيقول كذلك، ثم محمد صلى الله عليه وسلم، فيشفع، فيقضى بين الخلق، فيمشي حتى يأخذ بحلقة الجنة، فيومئذ يبعثه الله مقاما محمودا، يحمده أهل الجمع كلهم".»[22]

## التوسل بالنبي والأئمة في أحاديثالشيعة
تعتقد الشيعة بأن التوسل بالنبي والأئمة، باب من أبواب التوجه لله سبحانه، وقد يكون لأجل كون الشخص محبوباً لدية سبحانه وتعالى والمتوسل به، لا يؤثر في المسائل على نحو الاستقلال.
- بحار الأنوار: (اللهم إني أتوسل إليك بهم وأتقرب إليك وأتوجه إليك اللهمَّ اغفر لي بهم وتجاوز عن سيئاتي بهم وارحمنا بهم وأشفعني بهم اللهمَّ أني أسئلك بهم حسن العافية).[24]

## حكم التوسل عند طوائف المسلمين
التوسل إلى الله بدعائه، وبأسمائه وصفاته، وبصالح الأعمال هي أمور متفق عليها بين جميع المسلمين. أما التوسل بالنبي في حياته وبعد مماته، وبسائر الأنبياء والصالحين، فهي مسألة خلافية بين علماء المسلمين:

شعار المسلمين الذي جعل ينادي به خالد بن الوليد في معركة اليمامة.

- تعتقد بعض الطوائف ومن بينهم علماء الصوفية أن التوسل بالنبي في حياته وبعد وفاته هو أمر متفق عليه بين المسلمين طيلة فترة السلف ولم يكن محل نقاش إلا بعد مضي ستة قرون على وفاة النبي محمد فكان أن أثير الخلاف في التوسل بالنبي بعد مماته والتوسل بغيره كالأئمة ووالأولياء، ويستشهدون بنصوص من الكتاب والسنة وفعل السلف الصالح من بينها الحديث الذي رواه عثمان بن حنيف وقصة الرجل مع عثمان بن عفان والتي صححها الطبراني وغيره، والذي ورد فيه النص التالي بجواز التوسل بالنبي محمد في حياته وبعد وفاته: «اللهم إني أسألك وأتوجه إليك بنبيك محمد نبي الرحمة يا محمــد إني أتوجه بك إلى ربي في حاجتي لتقضى لي».[26] بينما أجاب المانعون من التوسل بالذات أنه لم يكن محل نقاش عند القرون المتقدمة لأنه لم يكن معروفا عن القرون الأولى وإنما وقع عند المتأخرين، وأن حديث عثمان بن حنيف السابق هو حجة للاستدلال بدعاء النبي لا بذاته، لأن القصة كلها تدور على الدعاء ليس فيهاذكر شي من الجاه أو الذات، ويذكرون أنه لا يصح نسبة المنع لابن تيمية وأنه أول من قال به، بل سبقه علماء كأبي الحسن القدروي في شرحه كتاب الكرخي والمتوفى 428هـ وابن بلدجي في شرح المختار.[27] ومنهم من قال أنه لا يجوز التوسل بأحد من الخلق إلاّ بالنبي محمد وحده دون التفريق بين حياته أو مماته، ومن القائلين بهذا الإمام العز بن عبد السلام.[28]
- فالسلفية: يعتقدون بجواز التوسل بدعاء النبي واستغفاره في حياته دون مماته. أما التوسل إلى الله بذات النبي وذوات غيره من الأنبياء والصالحين (كأن يقول: اللهم إني أسألك بفلان، أو أتوسل إليك بحق فلان، أو بجاه فلان)، فهي عبادة غير مشروعة لم ترد بها نصوص صحيحة حسب اعتقادهم، ولم يفعلها أحد من السلف، وإن كانوا يقرون بأنها مسألة خلافية لا يجوز الغلو في الإنكار على فاعلها، أو تكفيره.[29][30] أما التوسل إلى الأنبياء والصالحين بعد وفاتهم، بالتوجه إلى قبورهم وطلب قضاء الحاجات منهم ظناً أنهم يقضون هذه الحوائج، فهو ما ينكره السلفية بشدة، ويرون أنه غير مشروع، وأنه مخالف لمقتضيات التوحيد وإخلاص العبادة لله.[31] ويعتقدون أن حديث عثمان بن حنيف كان مثالاً للتوسل بدعاء النبي حال حياته، وليس فيه توسل بذات النبي، لقول الضرير في الحديث «ادع الله ان يعافيني». وأن الزيادة التي وردت وفيها قصة الضرير مع عثمان بن عفان، فهي زيادة لم يصح إسنادها عند الألباني.[بحاجة لمصدر]
- الشيعة: اتفق الشيعة بجواز لتوسل بالأنبياء والصالحين سواءً كانوا أحياءً أو أمواتاً. ويأخذ كل أهل السنة على الشيعة مبالغتهم في التوسل بآل البيت وغلوهم في ذلك.[بحاجة لمصدر]

## أنواع التوسل
التوسل منه ما هو مشروع ومنه ما هو ممنوع ومنه ما هو مختلف فيه.

### التوسل المشروع
وهو الذي دل عليه الكتاب والسنة وهو ثلاثة أنواع وهي:
1. التوسل إلى الله بأسمائه الحسنى وصفاته العليا لقوله تعالى: ﴿ولله الأسماء الحسنى فادعوه بها﴾.
2. التوسل إلى الله بالأعمال الصالحة. وأفضل شيء يتقرب به العبد إلى الله تعالى إيمانه وعمله الصالح حتى يستجيب الله توسله ودعاءه. ودليله ما جاء في الصحيحين من قصة أصحاب الغار، الذين دعوا الله بصالح أعمالهم فأنجاهم الله.
3. التوسل بدعاء الرجل الصالح، للأحاديث الكثيرة التي فيها طالب الصحابة الدعاء من النبي ﷺ.

### التوسل الممنوع (المحرم)
التوسل الممنوع باتفاق هو: عبادة غير الله تعالى بحجة أن المعبود من دون الله سيشفع لمن عبده عند الله، وهذا عمل المشركين الذين قال الله عنهم: ﴿والذين اتخذوا من دونه أولياء ما نعبدهم إلا ليقربونا إلى الله زلفى...﴾. وقال سبحانه عنهم أيضاً: ﴿ويعبدون من دون الله ما لا يضرهم ولا ينفعهم ويقولون هؤلاء شفعاؤنا عند الله...﴾.

### التوسل المختلف فيه
والتوسل المختلف فيه هو: التوسل بالأنبياء والصالحين، وقد اختلف أهل العلم في هذا التوسل على قولين:

#### القول الأول
أن ذلك مشروع، وعلى هذا القول كثير من علماء المذاهب الأربعة، إذ ذَهَبَ جُمْهُورُ الْفُقَهَاءِ (الْمَالِكِيَّةُ وَالشَّافِعِيَّةُ وَمُتَأَخِّرُو الْحَنَفِيَّةِ وَهُوَ الْمَذْهَبُ عِنْدَ الْحَنَابِلَةِ) إِلَى جَوَازِ هَذَا النَّوْعِ مِنَ التَّوَسُّل سَوَاءٌ فِي حَيَاةِ النَّبِيِّ صَلَّى اللَّهُ عَلَيْهِ وَسَلَّمَ أَوْ بَعْدَ وَفَاتِهِ.

#### القول الثاني
أن ذلك ممنوع، وهو قول أبي حنيفة وابن تيمية وبعض الحنابلة المتأخرين، رَوَى أَبُو يُوسُفَ عَنْ أَبِي حَنِيفَةَ: لاَ يَنْبَغِي لأَِحَدٍ أَنْ يَدْعُوَ اللَّهَ إِلاَّ بِهِ (أَيْ بِأَسْمَائِهِ وَصِفَاتِهِ) وَالدُّعَاءُ الْمَأْذُونُ فِيهِ الْمَأْمُورُ بِهِ مَا اُسْتُفِيدَ مِنْ قَوْله تَعَالَى: {وَلِلَّهِ الأَْسْمَاءُ الْحُسْنَى فَادْعُوهُ بِهَا}.

## كتب عن التوسل

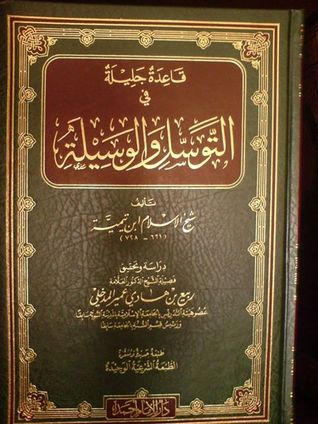
قاعدة جليلة في التوسل والوسيلة، لشيخ الإسلام ابن تيمية

- قاعدة جليلة في التوسل والوسيلة لشيخ الأسلام ابن تيمية.
- شفاء السقام في زيارة خير الأنام — للإمام تقي الدين السبكي، تعرض لمسئلة التوسل بشكل تحليلي معتبر.
- مصباح الظلام في المستغيثين بخير الأنام في اليقظة والمنام — محمد بن موسى بن النعمان المالكي.
- تحفة الزوار إلى قبر النبي المختار، للإمام ابن حجر الهيتمي.
- الجوهر المنظم في زيارة القبر الشريف النبوي المكرم — للإمام ابن حجر الهيتمي.
- محق التقول في مسألة التوسل — محمد زاهد الكوثري.
- حكم التوسل بالأولياء والصالحين للشيخ ناصر العقل.
- التوسل أنواعه وأحكامه تأليف العلامة الشيخ محمد ناصر الدين الألباني.
- إتحاف الأذكياء بجواز التوسل بالأنبياء والأولياء — عبد الله بن الصديق الغماري.
- التأمل في حقيقة التوسل — عيسى بن عبد الله مانع الحميري.
- عمدة الكلام في إثبات التوسل والتبرك بخير الأنام — جميل حليم الحسيني.
- التوسل بالصالحين بين المجيزين والمانعين — عبد الفتاح قديش اليافعي.
- رفع المنارة لتخريج أحاديث التوسل والزيارة — محمود سعيد ممدوح.